# Phyllolabis hemmingseni
Phyllolabis hemmingseni là một loài ruồi trong họ Limoniidae. Chúng phân bố ở miền Cổ bắc.